# Карлос, Венди
Венди Карлос (англ. Wendy Carlos; имя при рождении Уолтер Карлос (англ. Walter Carlos); род. 14 ноября 1939, Потакет, штат Род-Айленд, США) — американская композитор и клавишница, наиболее известная по работе в фильмах в качестве композитора. В основном играет в жанре электронной музыки.

## Биография
Уолтер Карлос родился и вырос в Род-Айленде, изучал физику и музыку в Брауновском университете, после чего переехал в Нью-Йорк в 1962 году, чтобы изучать студийную запись в Колумбийском университете. Учился и работал с разными музыкантами, работающими в жанре электронной музыки в городском Центре компьютерной музыки, присутствовал при разработке синтезатора Муга, относительно нового и неизвестного клавишного инструмента, разработанного Робертом Мугом.
Стал известен после выхода своего первого альбома Switched-On Bach (1968), основанного на музыке Иоганна Себастьяна Баха, в котором использовал синтезатор Муга, что способствовало его популяризации в 1970-х годах и награждению его тремя премиями Грэмми. Коммерческий успех подтолкнул Карлос больше работать над клавишными альбомами в различных жанрах, включая синтезированные адаптации классической музыки, экспериментальной и эмбиентной музыки. Карлос была композитором двух фильмов Стэнли Кубрика — Заводной апельсин (1971) и Сияние (1980), а также такого фильма как Трон (1982, Walt Disney Productions).
В 1979 Карлос открыла публике свой трансгендерный статус, рассказав, что жила как женщина с 1968 года и в 1972 году провела хирургическую коррекцию пола.

## Награды и звания
Альбом Switched-On Bach в 1969 году получил три премии Грэмми:
- Альбом года (классика)
- Лучшее классическое исполнение — Инструментальный солист или солисты
- Лучшая технически выполненная запись (классика)

## Дискография

### Студийные альбомы
- Switched-On Bach (1968)
- The Well-Tempered Synthesizer (1969)
- Sonic Seasonings (1972)
- Wendy Carlos’s Clockwork Orange (1972)
- Switched-On Bach II (1973)
- By Request (1975)
- Switched-On Brandenburgs (1979)
- Digital Moonscapes (1984)
- Beauty in the Beast (1986)
- Secrets of Synthesis (1987)
- Switched-On Bach 2000 (1992)
- Tales of Heaven and Hell (1998)

### Саундтрек
- Заводной апельсин (1971)
- Сияние (1980)
- Трон (1982)

### Сборники
- Switched-On Brandenburgs, Vol. I (1987)
- Switched-On Brandenburgs, Vol. II (1987)
- Switched-On Boxed Set (1999)
- Rediscovering Lost Scores, Volume 1 (2005)
- Rediscovering Lost Scores, Volume 2 (2005)

### Участие
- Electronic Music (1967, совместно с Воксом Турнабоутом. Включает в себя две композиции Карлос «Dialogues for Piano and Two Loudspeakers» (совместно с пианистом Филлипом Рэми) и «Variations for Flute and Tape» (совместно с флейтистом Джоном Хейссом)
- Moog 900 Series — Electronic Music Systems (1967)
- Peter and the Wolf (1988; совместно со Странным Элом Янковичем)